# 卡拉德
卡拉德（Karad），是印度马哈拉施特拉邦萨塔拉县的一个城镇。总人口56149（2001年）。

## 人口
该地2001年总人口56149人，其中男性28919人，女性27230人；0—6岁人口6302人，其中男3431人，女2871人；识字率76.05%，其中男性为80.27%，女性为71.58%。